# تطريز (شعر)
في الشعر، التطريز هو وقوع كلمات متساوية في الوزن في أبيات متوالية من القصيدة، فيكون فيها كالطّراز في الثوب، وهذا النوع قليل في الشعر.

## أمثلة
قول أحمد بن أبى طاهر:
إذا أبو قاسم جادت لنا يده ... لم يحمد الأجودان: البحر والمطر
وإن أضاءت لنا أنوار غرّته ... تضاءل الأنوران: الشمس والقمر
وإن مضى رأيه أو حدّ عزمته ... تأخر الماضيان: السيف والقدر
من لم يكن حذرا من حدّ صولته ... لم يدر ما المزعجان: الخوف والحذر
فالتطريز في قوله: «الأجودان»، و«الأنوران»، و«الماضيان»، و«المزعجان».
ونحوه قول أبى تمام:
أعوام وصل كاد ينسى طولها ... ذكر النوى فكأنها أيام
ثم انبرت أيام هجر أردفت ... نجوى أسى فكأنها أعوام
ثم انقضت تلك السنون وأهلها ... فكأنهم وكأنها أحلام
وفي مرثية:
أصبحت أوجه القبور وضاء ... وغدت ظلمة القبور ضياء
يوم أضحى طريدة للمنايا ... ففقدنا به الغنى والغناء
يوم ظلّ الثرى يضم الثريّا ... فعدمنا منه السّنا والسناء